# Rathaus Arnstein (Unterfranken)

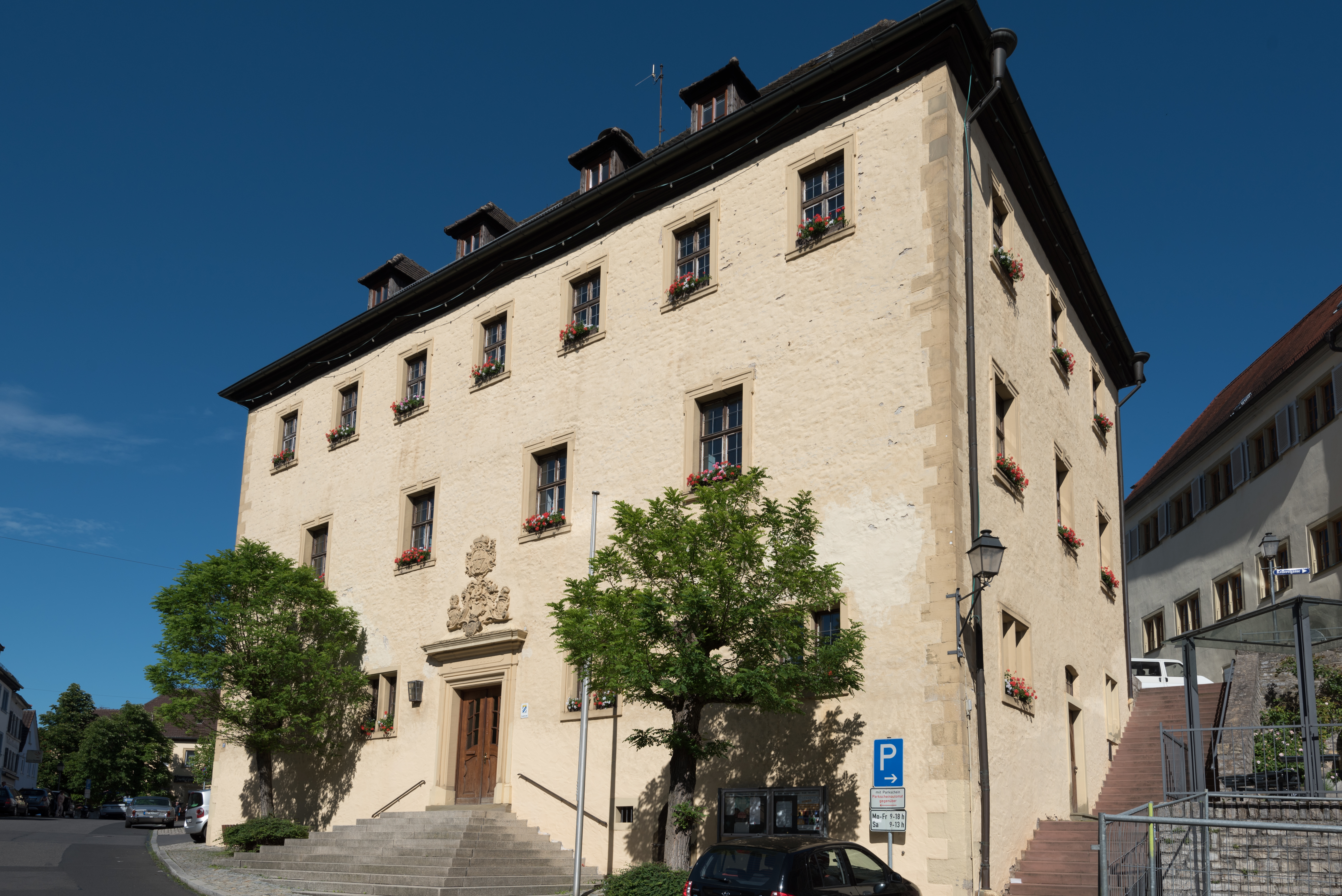
Rathaus in Arnstein

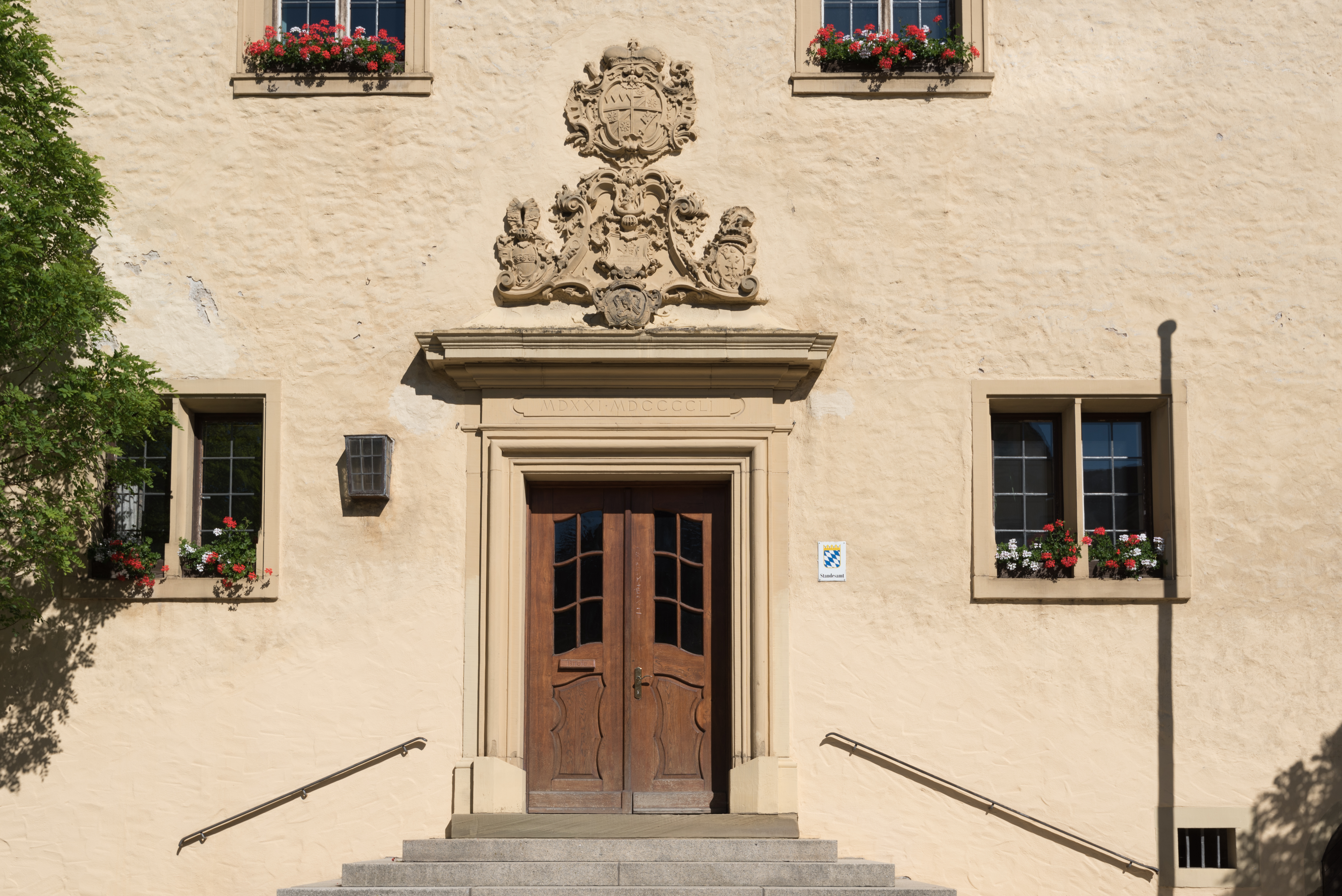
Portal mit Wappen

Das Rathaus in Arnstein, einer Stadt im unterfränkischen Landkreis Main-Spessart in Bayern, wurde um 1550 an der Stelle eines älteren gotischen Baus errichtet und im Jahr 1754 erneuert. Das Rathaus an der Marktstraße 37 ist ein geschütztes Baudenkmal.
Der freistehende dreigeschossige Walmdachbau über einem Kellerhanggeschoss besteht aus Putzmauerwerk mit Fensterrahmungen und Eckquaderung aus Sandstein.
Die Freitreppe führt zu einem Portal, das mit profilierter Sandsteinrahmung versehen ist. Über dem Portal ist eine aufwändige Wappenkartusche angebracht, die mit der Jahreszahl 1701 bezeichnet ist.
Im Jahre 1945 brannte das Rathaus bis auf die Grundmauern nieder. Nach dem Zweiten Weltkrieg wurde es in der alten Form wieder aufgebaut.